# Mata (raper)
Mata, także Skute Bobo lub Młody Matczak, Polak GBP, właśc. Michał Matczak (ur. 14 lipca 2000 we Wrocławiu) – polski raper, piosenkarz i twórca tekstów. Założyciel grupy muzycznej Gombao33.
Wydał trzy autorskie albumy studyjne: 100 dni do matury (2020), Młody Matczak (2021) i Serce (2023), trzy minialbumy i kilkanaście singli. Współpracował z raperami, takimi jak: Malik Montana, Oki, White 2115, Young Leosia, Żabson, Quebonafide, Popek, Taco Hemingway czy Białas. 

## Życiorys
Jest synem profesora prawa Marcina Matczaka i Arletty Śliwińskiej-Matczak, współprowadzącej szkołę języka angielskiego. Posługuje się trzema językami obcymi: angielskim, hiszpańskim i włoskim. W gimnazjum wygrał olimpiadę z geografii, dzięki czemu mógł ubiegać się o miejsce w prestiżowych liceach. W 2019 zdał maturę międzynarodową w II Liceum Ogólnokształcącym z Oddziałami Dwujęzycznymi im. Stefana Batorego w Warszawie. Otrzymał wyróżnienie Warszawiaka Roku 2019 w plebiscycie Warszawiaki. Twórcą jego pseudonimu był ojciec, który wymyślił go podczas wspólnych wakacji w 2012. Wspierał syna przy wejściu na rynek muzyczny i doradzał przy tworzeniu pierwszego utworu „Klubowe”. W 2024 roku w programie TVN Autentyczni ujawnił, że jest osobą w spektrum autyzmu.

## Kariera muzyczna

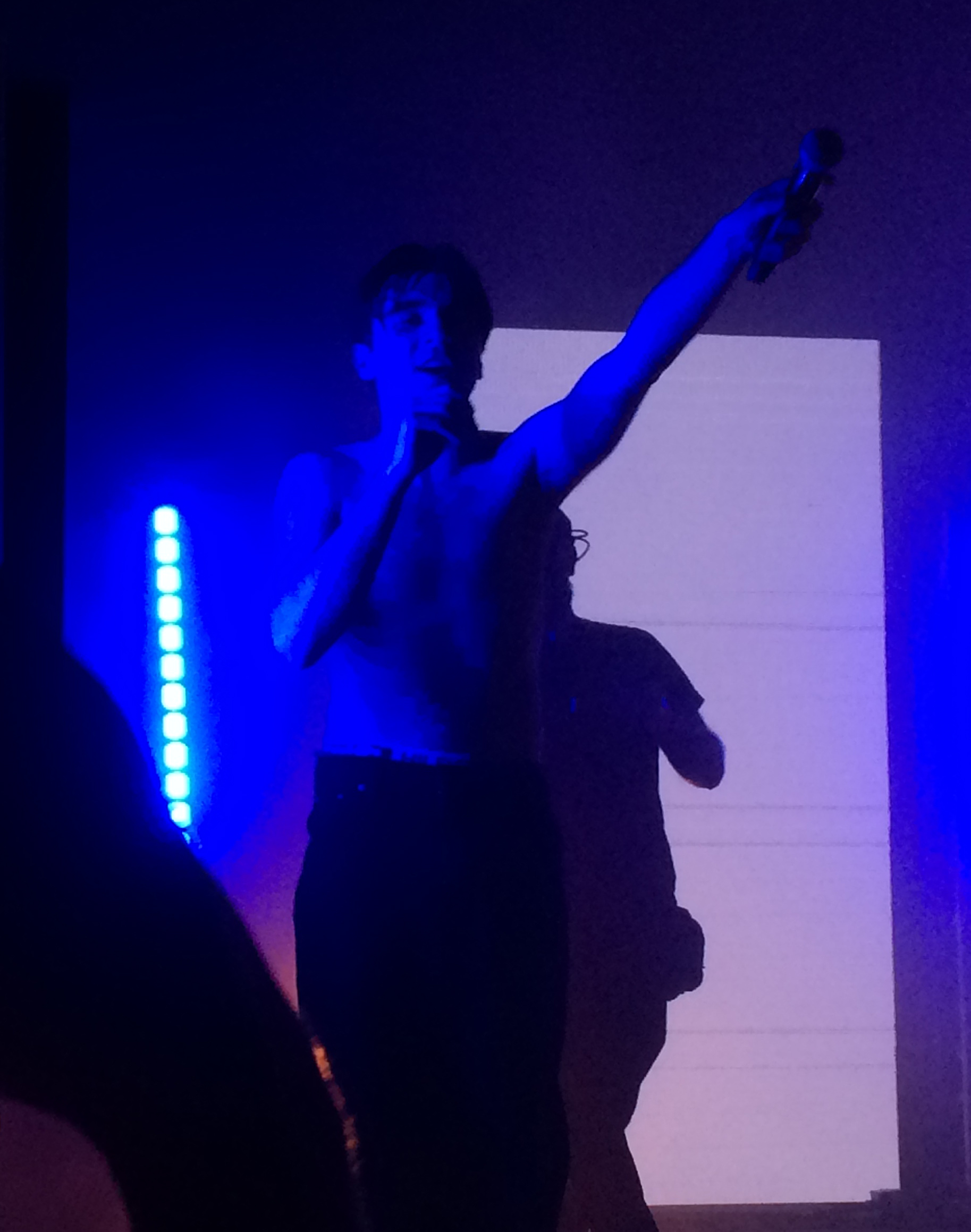
Mata podczas koncertu, Klub Studio Kraków, 2020

W październiku 2018 wydał album koncepcyjny pt. Fumar Mata, który następnie w kwietniu 2019 wydał również w formie minialbumu. W tym samym miesiącu wydał singiel „Biblioteka Trap”. 11 grudnia 2019 za pośrednictwem wytwórni SBM Label został opublikowany w serwisie YouTube teledysk do jego singla „Patointeligencja”. Treść utworu była komentowana w ogólnopolskich mediach, głównie ze względu na tekst piosenki, opisujący zachowania dzieci i młodzieży z dobrych domów, m.in. zażywanie substancji psychoaktywnych, w tym twardych narkotyków i uzależnienia od nich; ustawiczne picie alkoholu w szkole, w tym w czasie lekcji; rekrutacje na najlepsze światowe uczelnie; samobójstwa czy nieplanowane nastoletnie ciąże. Utwór wywołał kontrowersje, spotykając się z krytyką m.in. dyrekcji liceum Batorego z uwagi na wykorzystanie wizerunku szkoły w teledysku do piosenki. Z kolei Stowarzyszenie Wychowanków Gimnazjum i Liceum im. Stefana Batorego w Warszawie w wydanym oświadczeniu zwróciło uwagę na pozytywny aspekt podjęcia dyskusji wokół ważnego problemu w reakcji na twórczość jednego z absolwentów liceum. Mata został doceniony poprzez umieszczenie jego twórczości w playliście oraz na okładce Tidal Rising Global. Utwór został wykorzystany przez dziennikarzy Telewizji Polskiej do krytyki polskich sędziów (także ojca rapera, wspierającego stronę sędziowską) w reportażu Bunt „sędziowskiej kasty”, którego autorem był Konrad Wąż, wyemitowanym 15 grudnia 2019 w głównym wydaniu Wiadomości (TVP1).
18 stycznia 2020 wydał debiutancki album studyjny pt. 100 dni do matury, który uzyskał status diamentowej płyty. Album został oceniony przez krytyków muzycznych jako „przyzwoity [krążek], z naprawdę dobrymi momentami”, „udany debiut”; „wnosi niezwykłą świeżość”, choć spotkał się też z mniej entuzjastycznymi recenzjami, niektórzy krytycy stwierdzili, że płyta jest nierówna pod względem prezentowanej jakości. Recenzenci zwrócili uwagę na obecną w tekstach autoironię Maty, jego „językową sprawność”, „dojrzałość w myśleniu o języku”, „uczniowską perspektywę”, „umiejętność obserwacji i naiwną wrażliwość na otaczający świat” oraz „niezłą technikę i szerokie zainteresowania”. Wskazywali na zauważalne na płycie wpływy Taco Hemingwaya. We wrześniu 2020 otrzymał cztery statuetki w konkursie branży hip-hopowej „Popkillery” (kategorie – odkrycie roku oraz singiel roku).
30 marca 2021 wydał singiel „Patoreakcja”, w którym przedstawił swoje odczucia związane z chaosem, jaki powstał po sukcesie „Patointeligencji”, m.in. w wulgarny sposób odpowiedział na wypowiedzi m.in. Jacka Kurskiego, Krystyny Pawłowicz czy Jarosława Jakimowicza odnośnie niego oraz ojca. W utworze pochylił się także nad własną twórczością, zarówno mówiąc o przeszłości, jak i przyszłości. W czerwcu 2021 uruchomił preorder albumu pt. Młody Matczak. Już w sześć godzin od uruchomienia przedsprzedaży wydawnictwo zostało zakupione w 15 tys. egz., uzyskując status złotej płyty. 16 sierpnia 2021 wytwórnia SBM poinformowała, że album pokrył się platyną. Kolejnym singlem zapowiadającym album był utwór „Kiss cam (podryw roku)”, który z Matą współtworzyli Szymon Frąckowiak, Mikołaj Vargas oraz Jakub Laszuk. Piosenkę napisał dla swojej partnerki życiowej, o czym poinformował podczas Fryderyków 2021. Utwór okazał się przebojem numer jeden w Polsce w serwisach Spotify, Apple Music oraz iTunes. Do utworu powstał teledysk, w którym główne role zagrali: Mata, Young Leosia i Michał Milowicz. 7 lipca 2021 singiel trafił na listę Global 200 Excl. US (czyli utworów spoza USA) magazynu „Billboard”. Piosenka Maty była pierwszym polskojęzycznym utworem, który znalazł się na tej liście. 5 sierpnia 2021 podczas gali Fryderyków poinformował, że utwór uzyskał status diamentowej płyty. 21 sierpnia 2021 wydał pod pseudonimem Skute Bobo singiel o tym samym tytule. 6 września 2021 jako pierwszy żyjący polski artysta przebił barierę 2 mln słuchaczy w serwisie Spotify.
1 października 2021 wydał album pt. Młody Matczak. W tym samym miesiącu sieć restauracji McDonald’s ogłosiła ofertę o nazwie „zestaw Maty”, która była dostępna od 18 października 2021 do 21 listopada 2021. Był pierwszym Polakiem, który dostał swój zestaw w McDonald's. Kampania wzbudziła kontrowersje wśród fanów rapera i zwolenników zdrowego odżywiania, za to eksperci z branży reklamowej podkreślali marketingowe walory akcji i oceniali ją w większości pozytywnie.
27 stycznia 2022 został zatrzymany przez policję za posiadanie 1,5 grama marihuany. Odniósł się do tego zdarzenia podczas gali Bestsellery Empiku 2021, zapowiadając, że będzie wspierał starania o depenalizację marihuany w Polsce. W tym celu 20 kwietnia 2022 założył Fundację 420. 31 maja 2022 prokuratura złożyła akt oskarżenia w związku z posiadaniem narkotyków. 23 maja 2022 zagrał koncert na warszawskich schodkach nad Wisłą i wykonał utwór "Schodki" 16 razy, czym pobił rekord Travisa Scotta w liczbie zagranych piosenek z rzędu na jednym wydarzeniu. Podczas koncertu obiecał, że zagra następnego dnia drugi, na co jednak nie zezwoliła policja ze względu na wymogi przepisów o organizacji imprez masowych. 13 lipca 2022 opublikował oświadczenie, w którym zadeklarował, że chce się ubiegać o fotel prezydenta Polski w wyborach przypadających, na rok 2040 (to pierwszy możliwy termin na kandydowanie z racji wieku Matczaka). Zapowiedział też trasę koncertową Mata Tour. 14 lipca 2022 we Wrocławiu odbył się koncert rozpoczynający trasę. Ostatni koncert z trasy odbył się 7 października 2022 w Poznaniu. We wrześniu został ambasadorem marki Adidas. Na początku 2023 jako dopełnienie trasy raper zagrał jeszcze w Szczecinie i Gliwicach. Niespodziewanie 18 listopada 2022 wydał singiel „</3+:(”.
Rok 2023 otworzył singlem „Młody Paderewski” zapowiadający album #MATA2040, a następnie opublikował w serwisach streamingowych singiel „2 izoteki”. 1 kwietnia wraz z grupą Gombao33 i gośćmi wydał album pt. CBW Mixtape, na którym pojawili się także raperzy: White Widow, Słodziak czy Tyron37. 20 kwietnia w serwisach streamingowych został opublikowany wywiad z Matą, w którym przyznał się do nadużywania marihuany.
Podczas koncertu otwierającego czterodniowy SBM FFestival w sierpniu 2023 ogłosił, że kończy współpracę z SBM Label, a album Serce to ostatni jego krążek, który ukaże się nakładem wytwórni. Album ukazał się 8 września 2023 i promowały go single: „Kryształowa kula”, „PŁYTA NIE SIADA” i „JESTEŚ POJ384NA”. 13 października wydał pierwszy samodzielny singiel – „GiEwOnT”, a 29 grudnia wydał EP-kę pt. 2038: Warszawa. 11 lipca 2024 roku premierę miał utwór „1 na 100", współtworzony z raperem White 2115. W teledysku występuje również Roksana Węgiel, z którą to 23 sierpnia Matczak wydał wspólny singiel „Falochrony". 16 września raper wydał utwór „Lloret de Mar", który został częścią soundtracku do gry EA FC 25, stając się pierwszym utworem polskiego wykonawcy w jakiejkolwiek części gry z byłej serii FIFA. Singiel oraz okładka były inspirowane paradokumentem Pamiętniki z wakacji. W teledysku do utworu wystąpił m.in. Wojciech Szczęsny. 
28 września ogłoszono, że Mata we współpracy z Adidasem utworzył swoją kolorystykę butów Campus, która ma trafić w limitowanej ilości do sprzedaży. But zaprojektowany przez rapera nawiązuje kolorystyką do barw flagi Polski.
20 stycznia 2025 wydał dwa numery promujące nadchodzącą płytę: "Up! Up! Up!" i "intro". Odmówił występu na gali rozdania Fryderyków organizowanej 23 marca przez TVP, ale przygotował robota, który w zastępstwie za niego wykonał utwór "Lloret de Mar" podczas ceremonii. 30 marca wydał singel "14 lutego", którym promował album pt. CBW CBWMIXTAPE3. 17 maja wydał singiel „To tylko wiosna”, nagrany z gościnnym udziałem Maryli Rodowicz. Zapowiedział album pt. #MATA2040. 14 sierpnia wydał minialbum 2039: złote piaski.

## Dyskografia
| Albumy studyjne - 100 dni do matury (2020) - Młody Matczak (2021) - Serce (<33) (2023) | Minialbumy - Fumar Mata (2019) - 100 dni po maturze (2021) - 2038: Warszawa (2023) - 2039: złote piaski (2025) |

## Nagrody i nominacje
| Rok  | Nagroda                          | Tytułem                                           | Kategoria                                | Rezultat  |
| ---- | -------------------------------- | ------------------------------------------------- | ---------------------------------------- | --------- |
| 2020 | Popkillery 2020                  | całokształt                                       | Odkrycie roku (gremium)                  | Wygrana   |
| 2020 | Popkillery 2020                  | całokształt                                       | Odkrycie roku (publiczność)              | Wygrana   |
| 2020 | Popkillery 2020                  | Patointeligencja                                  | Singiel roku (gremium)                   | Wygrana   |
| 2020 | Popkillery 2020                  | Patointeligencja                                  | Singiel roku (publiczność)               | Wygrana   |
| 2021 | Popkillery 2021                  | #Hot16Challenge2                                  | Rapowe #Hot16Challenge2 (publiczność)    | Nominacja |
| 2021 | Popkillery 2021                  | całokształt                                       | Najlepszy kontakt z fanami (publiczność) | Nominacja |
| 2021 | Popkillery 2021                  | „Aromatyczne przyprawy” (Żabson, gościnnie: Mata) | Teledysk roku (publiczność)              | Nominacja |
| 2021 | Popkillery 2021                  | „Aromatyczne przyprawy” (Żabson, gościnnie: Mata) | Kooperacja roku (publiczność)            | Nominacja |
| 2021 | Popkillery 2021                  | całokształt                                       | Raper roku (gremium)                     | Nominacja |
| 2021 | Popkillery 2021                  | całokształt                                       | Raper roku (publiczność)                 | Wygrana   |
| 2021 | Popkillery 2021                  | 100 dni do matury                                 | Wydanie roku (publiczność)               | Wygrana   |
| 2021 | Popkillery 2021                  | 100 dni do matury                                 | Album roku (gremium)                     | Nominacja |
| 2021 | Popkillery 2021                  | 100 dni do matury                                 | Album roku (publiczność)                 | Wygrana   |
| 2021 | Fryderyki 2021                   | 100 dni do matury                                 | Album roku hip-hop                       | Wygrana   |
| 2021 | Fryderyki 2021                   | całokształt                                       | Debiut roku                              | Wygrana   |
| 2021 | Lech Polish Hip-Hop Music Awards | 100 dni do matury                                 | Album roku                               | Nominacja |
| 2021 | Lech Polish Hip-Hop Music Awards | 100 dni do matury                                 | Debiut roku                              | Wygrana   |
| 2021 | Lech Polish Hip-Hop Music Awards | całokształt                                       | Artysta roku                             | Nominacja |
| 2022 | Bestsellery Empiku               | Koncert na Lotnisku Bemowo                        | Nagroda Publiczności                     | Wygrana   |
| 2022 | Bestsellery Empiku               | Młody Matczak                                     | Muzyka rap & hip-hop                     | Wygrana   |
| 2022 | Bestsellery Empiku               | Młody Matczak                                     | Nagroda Publiczności                     | Wygrana   |
| 2022 | Fryderyki 2022                   | Młody Matczak                                     | Album roku – hip hop                     | Wygrana   |
| 2022 | Fryderyki 2022                   | całokształt                                       | Artysta Roku                             | Nominacja |

## Trasy koncertowe
- 100 DNI DO MATURY (2020)
- MATA TOUR (2022–2023)
- MATA TOUR 2040 (2025)[94]